# El Jomate
El Jomate är en ort i Mexiko.   Den ligger i kommunen Bolaños och delstaten Jalisco, i den centrala delen av landet, 600 km nordväst om huvudstaden Mexico City. El Jomate ligger 1 447 meter över havet och antalet invånare är 110.
Terrängen runt El Jomate är lite bergig. Runt El Jomate är det mycket glesbefolkat, med 3 invånare per kvadratkilometer. Närmaste större samhälle är Mesa del Tirador, 13,2 km sydost om El Jomate. I omgivningarna runt El Jomate växer huvudsakligen savannskog.